# Рябина сибирская
Рябина сибирская (лат. Sorbus sibirica) — подвид рябины обыкновенной семейства Розовые (Rosaceae).

## Ботаническое описание
Небольшое деревцо, или кустарник, высотой от 3 до 10 м. Листья непарноперистые, длиной 10—20 см, шириной 8—12 см, с продолговато-ланцетными листочками, числом от 5 до 10. Листочки длиной 3—6 см, шириной до 2 см с пильчато-зубчатым краем.
Листовые пластинки зелёные и голые сверху, снизу серовато-зелёные и могут быть опушены вдоль средней жилки.
Белые правильные душистые цветки, с пятью лепестками и диаметром от 7 до 10 мм, образуют широкие и густые сложные щитовидные соцветия, шириной около 10 см.
Плод — ягода шаровидной формы, красного или оранжевого цвета, диаметром менее 1 см, заключает внутри до 7 семян. Плоды созревают в сентябре, длительное время остаются на ветвях, до морозов сохраняют горьковато-кислый вкус.
Число хромосом. 2n = 34.

## Распространение
Растение широко расселено на большей части Евразии. Отмечается от Северо-Восточной Европы, по всей Сибири, на Дальнем Востоке России, в Северной Монголии и на северо-востоке Китая.
Обитает в лесной и лесотундровой зоне, в горно-лесном поясе. Селится в лесах, на берегах рек, встречается на каменистых россыпях.

## Значение и применение
Свежие или высушенные плоды применяют в медицине как поливитаминное средство.
В плодах содержатся витамины С, P, до 8 % сахара, яблочная и лимонная кислоты, горькое вещество.
Медоносное растение. Пчёлы берут нектар и пыльцу. Мёд крупнозернистый, ароматный. Продуктивность мёда при сплошном произрастании 25—30 кг/га.
Рябина сибирская издавна разводится как декоративное и плодовое дерево в парках и около жилья человека.
Сбор плодов проводят как с дикорастущих, так и с культурных деревьев.